# كوثر كريكو
كوثر كريكو قانونية وسياسية جزائرية، شغلت منصب وزيرة التضامن الوطني والأسرة وقضايا المرأة  منذ 2 يناير 2020، وعينت وزيرة للعلاقات مع البرلمان في 18 نوفمبر 2024 في حكومة العرباوي الثانية.

## نشأتها ودراستها
ولدت كوثر كريكو بتاريخ 2 مارس 1982 بمدينة قسنطينة بالشرق الجزائري. تحصلت على شهادة ليسانس في الحقوق - جامعة بشير منتوري، قسنطينة 2003.

## المناصب التي تولتها
تقلدت عدة مناصب منها:
- وزيرة التضامن الوطني والاسرة وقضايا المرأة 2 يناير 2020.
- عضو السلطة الوطنية المستقلة للانتخابات.
- محامية معتمدة لدى المحكمة العليا ومجلس الدولة منذ 2006.
- ناشطة حقوقية في مجال حقوق الإنسان والأسرة والمرأة.